# Socată

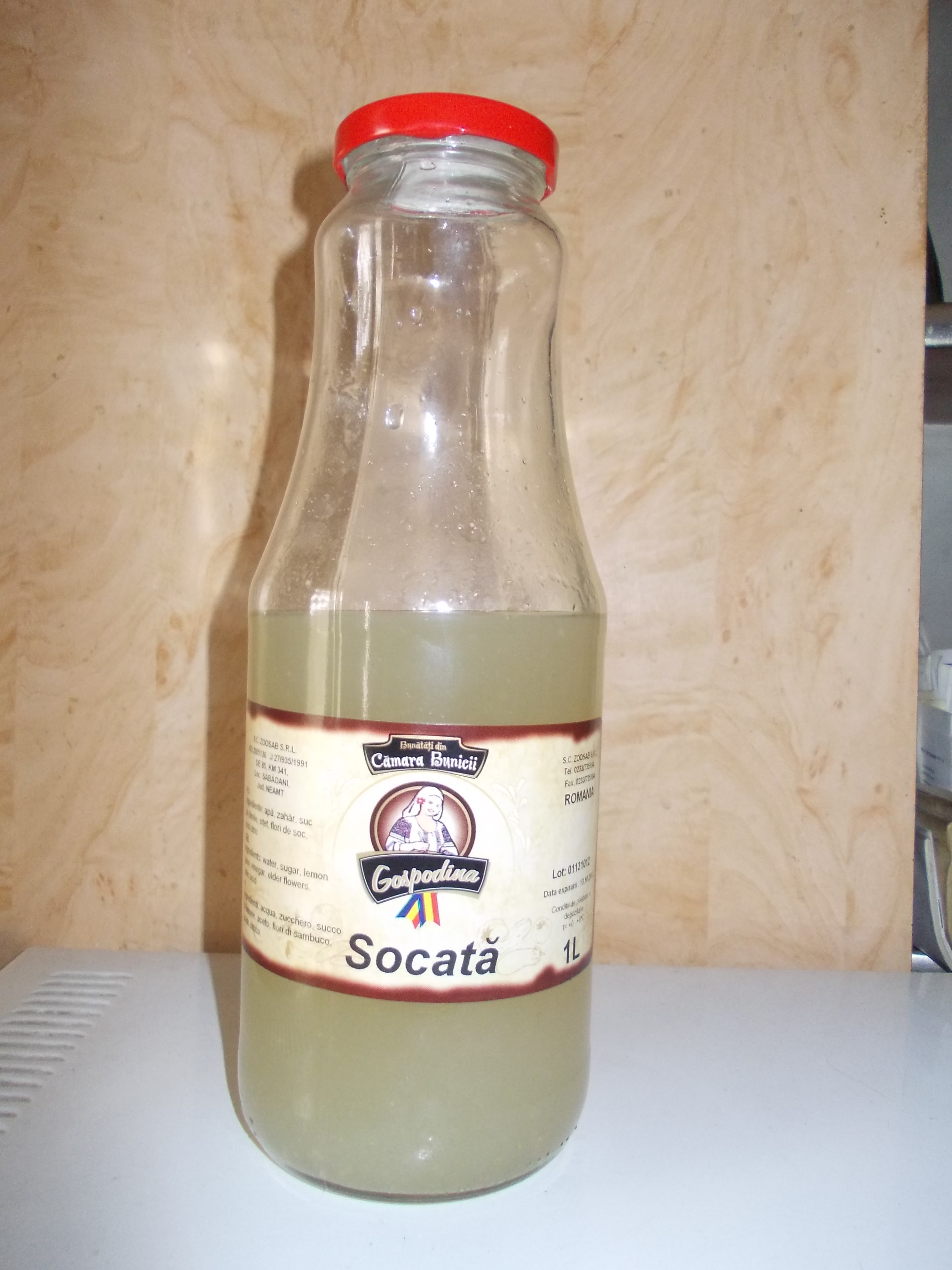
Butelka rumuńskiej socaty

Socată – lekko sfermentowany, klasyfikowany jako bezalkoholowy napój, charakterystyczny dla kuchni Rumunii. Socată jest przyrządzana ze sfermentowanych kwiatów bzu (Sambucus nigra). Ma ona rzadką konsystencję i bardzo niską zawartość alkoholu (zazwyczaj około 1%), oraz lekko kwaśny, słodkawy smak.
W Szwecji, Szwajcarii, Rumunii, Albanii, Serbii, Czarnogórze, Macedonii Północnej, Bośni i Hercegowinie, Chorwacji, Ukrainie, Indiach, Cyprze, Islandii, Litwie, Łotwie, Estonii, Czechach, Słowacji, Rosji a także w Polsce w sprzedaży znajduje się Fanta Shokata, zawierająca koncentrat o smaku socaty.

## Przygotowanie
W warunkach domowych napój typu socată przygotowuje się z 7-10 kwiatów bzu, które zalewa się 5 l wody, z dodatkiem 400-500 g cukru i 1-2 cytryn i maceruje w słoju przez okres 4 dni.